# Daniel Sereinig
Daniel Sereinig (Wil, 10 maggio 1982) è un ex calciatore svizzero, difensore.